# Tomoaki Makino
Tomoaki Makino (jap. 槙野 智章, Makino Tomoaki; * 11. Mai 1987 in Nishi-ku, Hiroshima) ist ein ehemaliger japanischer Fußballspieler.

## Karriere

### Verein
Makino spielte in der Jugend für Sanfrecce Hiroshima und begann dort 2006 auch seine Profikarriere. Insgesamt stand er 130-mal für Hiroshima auf dem Platz, davon 86 Erstligaspiele. In der Winterpause 2010/11 verpflichtete der Bundesligist 1. FC Köln Makino. Er unterschrieb einen bis zum 30. Juni 2013 datierten Vertrag. Ursprünglich war vorgesehen, dass er nach seiner Teilnahme mit der japanischen Fußballnationalmannschaft an der Fußball-Asienmeisterschaft 2011 in Katar zur Mannschaft des 1. FC Köln stoßen soll. Makino musste die Teilnahme jedoch verletzungsbedingt absagen und nahm nach erfolgreicher Reha am 17. Januar 2011 zum ersten Mal am Mannschaftstraining des 1. FC Köln teil. Sein Ligadebüt für den ersten 1. FC Köln gab er am 29. Januar 2011 bei der 0:3-Niederlage gegen den FC St. Pauli. Im Januar 2012 verlieh der 1. FC Köln Makino bis zum 31. Dezember 2012 an die Urawa Red Diamonds. In der Saison 2012 kam er als Innenverteidiger zu 33 Einsätzen und erzielte sechs Tore. Anfang Dezember 2012 wurde er von Urawa fest unter Vertrag genommen. Mit den Urawa Reds gewann er 2017 die AFC Champions League. Zweimal gewann der mit dem Verein den Pokal und einmal den Ligapokal. Nach 293 Ligaspielen wechselte er im Januar 2022 zu dem ebenfalls in der ersten Liga spielenden |Vissel Kōbe. Für den Verein aus Kōbe bestritt er in seiner letzten Saison 16-Ligaspiele. Am 1. Februar 2023 beendete er seine Karriere als Fußballspieler.

### Nationalmannschaft
2006 war er Teil des japanischen U-19-Kaders bei der AFC Youth Championship und wurde Zweiter bei diesem Turnier. Mit der japanischen U-20-Nationalmannschaft nahm er 2007 an der U-20-Weltmeisterschaft in Kanada teil und schied mit der Mannschaft im Achtelfinale aus.
Sein Länderspieldebüt für die Japanische Fußballnationalmannschaft gab er am 6. Januar 2010 gegen die Jemenitische Fußballnationalmannschaft. Er war Teil des Kaders für die Fußball-Asienmeisterschaft 2011. Am 6. Januar 2011 zog er sich eine Verletzung am Sprunggelenk zu. Für ihn wurde Mitsuru Nagata nachnominiert.
Sein erstes Länderspieltor erzielte Makino am 24. Februar 2012 beim 3:1-Sieg gegen die Isländische Fußballnationalmannschaft.

## Erfolge
Urawa Red Diamonds
- AFC-Champions-League-Sieger: 2017[7]
- Japanischer Ligapokalsieger: 2016
- Japanischer Pokalsieger: 2018, 2021

Sanfrecce Hiroshima
- Japanischer Pokalfinalist: 2007
- Japanischer Supercup-Sieger: 2008